# City Center Rosario
City Center Rosario es un centro de entretenimiento ubicado en la zona sur de la ciudad de Rosario (Santa Fe, Argentina).